# José Antonio Saco
José Antonio Saco y López Cisneros (Bayamo, Capitanía General de Cuba, 7 de mayo de 1797-Barcelona, España, 26 de septiembre de 1879) fue un sociólogo, periodista, historiador y economista cubano. Dio a conocer la identidad nacional cubana, se opuso a la corriente anexionista con Estados Unidos que existía en la isla por aquella fecha.

## Portador de ideas progresistas

### Avanzó la educación cubana
A los veintiún años, es nombrado catedrático de filosofía del Colegio Seminario de San Carlos y San Ambrosio, en sustitución de su maestro: Félix Varela.
Fue profesor en el colegio Buenavista, de La Habana. Tuvo gran influencia en el desarrollo de la educación y de la cultura cubana en general del siglo XIX. Para él,

[…] la instrucción pública es la base más firme sobre la que descansa la felicidad de los pueblos […] Establezcamos pues, para los pobres que no pueden costear su educación, el competente número de escuelas en todos los pueblos y campos.

### En busca del desarrollo
Su luz previsora le permitió adelantarse a sus contemporáneos y llegar a la conclusión de la importancia de la interrelación entre la educación y la economía así como el desarrollo en general.
Añoraba el acceso a los medios de difusión de su época para lograr pedir desde allí todos los adelantos, pensaba en la necesidad de nuevas cátedras para el desarrollo de la agricultura, las artes y los oficios, el comercio y entre otras las lenguas modernas. Expuso: "Mi objeto es iniciar en los rudimentos de algunas ciencias a una porción considerable de la juventud ...".
Saco combatió sin tregua contra el régimen imperante, batallando siempre con el mismo tenaz empeño, tanto por las libertades públicas como por la difusión de la enseñanza pública.

## Revolucionario
No solo su pensamiento estuvo en función de los adelantos económicos y culturales sino que, también, estuvo su ingenio en la misión de llevar adelante el proceso de nacionalidad cubana. Para defender dicha nacionalidad abogó por el aborto de las ideas anexionistas en muchos cubanos de sus contemporáneos de los años 1840 y 1850. Antiesclavista convencido, rechazó siempre los principios humanitarios del abolicionismo. Esta posición descansaba en el convencimiento de que los negros -así esclavos como libertos- eran el principal enemigo de la nacionalidad cubana, que Saco circunscribía a los criollos blancos. En su opinión, la anexión a los Estados Unidos supondría la absorción de los cubanos en el tronco cultural anglo-americano, y la independencia desembocaría inevitablemente en una guerra de razas en la que la minoría blanca llevaría las de perder. Por ello, abogaba por una Cuba dentro de la Monarquía Española pero con un alto grado de autonomía 'a la canadiense'.
En su ensayo Ideas sobre la incorporación de Cuba en los Estados Unidos (1848) puede decirse que resume su pensamiento anti-anexionista en las siguientes palabras: […] La idea de la inmortalidad es sublime porque prolonga la existencia del individuo más allá del sepulcro; y la nacionalidad es la inmortalidad de los pueblos y el origen más puro del patriotismo […]
Este gran pensador fue un gran historiador que concibió hacer una investigación sobre la esclavitud, en 1877 publicó su obra magna Historia de la esclavitud con una gigantesca base de datos leyendo, e investigando las fuentes europeas a la vez se proyectó una historia de la esclavitud del nuevo Mundo, José Antonio Saco era un historiador que tenía un gran conocimiento de Historia medieval, desconocido en la historiografía europea.